# Mundo Marino
 (janvier 2016).
Si vous disposez d'ouvrages ou d'articles de référence ou si vous connaissez des sites web de qualité traitant du thème abordé ici, merci de compléter l'article en donnant les références utiles à sa vérifiabilité et en les liant à la section « Notes et références ».
Mundo Marino est un parc marin argentin, situé au sein de la province de Buenos Aires, dans la ville de San Clemente del Tuyú. Il est l'une des destinations touristiques les plus connues du pays. D'une superficie de 40 ha il permet de découvrir diverses attractions et des spectacles. C'est le plus grand parc marin d'Amérique du Sud et le seul à présenter une orque. Son directeur est Jose David Mendez.

## Historique
En 1962, Juan David Méndez voyage aux États-Unis et revient fasciné par le nombre d'aquariums qu'il y voit, et par le niveau de dressage que réussissent à obtenir les soigneurs de certaines espèces marines, en particulier les dauphins et les otaries. En 1969, sa famille acquiert un terrain de 18 ha à San Clemente du Tuyú sur lequel ils commencer à travailler au soin des animaux marins échoués et malades, qu'ils relâchent en mer après leur rétablissement. C'est de cette manière que le projet de la construction d'un aquarium commence à prendre vie lentement.
En 1977, le parc avait déjà son premier dauphin, et à l'été 1979 il ouvre ses portes au public en présentant des otaries, des poissons et des dauphins dans ses bassins. À partir de cette année-là, Mundo Marino s'est développé constamment. Par ses installations sont passés des dauphins, des otaries et trois orques. Il réussit à deux reprises à rendre gestante une de ses orques, Belen, mais elle avorte à chaque fois. Il reste aujourd'hui seulement une orque mâle, Kshamenk, qui est connu pour être l'unique représentant de son espèce en captivité en Amérique du Sud.

## Attractions

### Stade de la Mer

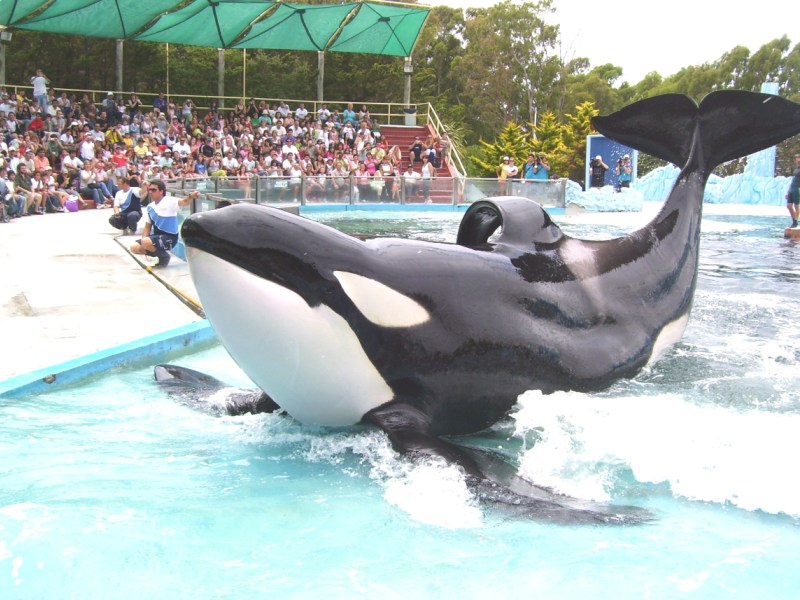
L'orque Kshamenk, en 2007.

Le Stade de la Mer présente un spectacle d'orque et de dauphins. Le delphinarium du parc comprend ainsi treize grands dauphins et une orque. L'orque, un mâle du nom de Kshamenk, et trois des grands dauphins proviennent du milieu sauvage. Bien que le parc ait présenté deux autres orques, Belén et Milagro, au cours de son histoire, Kshamenk est aujourd'hui la seule orque captive d'Amérique du Sud.

### Autres attractions

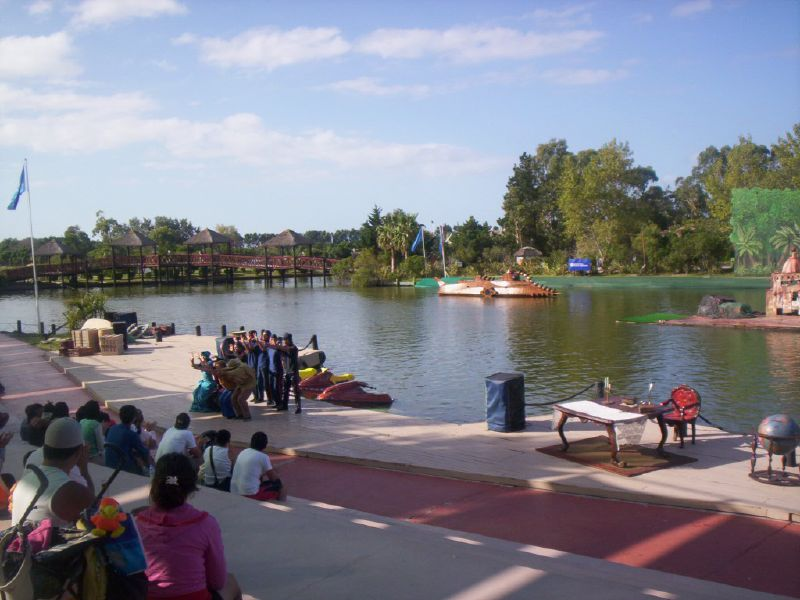
Lac

- Stade des otaries : spectacle des otaries à crinières, des lions de mer et des éléphants de mer.
- Théâtre Surprise : il présente l’œuvre Los Canta cuentos de Pinguy et Orky.
- Auberge des manchots : dans ce lieu se trouve une colonie reproductive de manchots dans une reproduction de son habitat naturel.
- Baie des otaries : dans cette installation reproduisant leur environnement naturel, avec des pierres et des cascades, on peut observer les otaries.
- Rencontre sous-marine : observation des cétacés à travers la vitre panoramique d'un bassin de trente mètres de diamètre.
- Safari Terrestre : ce safari est une expédition guidée pour découvrir comment les animaux, les plantes et l'environnement se lient pour former un milieu de prairie.
- Image Show : Le Leg de la Nature. Un spectacle en multivision avec 18 mètres d'écran, sur la faune marine et quelques sauvetages.
- Kyboko Nyumba : les visiteurs peuvent contempler de près quatre hippopotames dans une zone recréant leur habitat avec des plantes, des troncs, des rochers et de l'eau.
- Lac Paradis : dans ce lac avec cascade on peut observer de nombreux oiseaux, flamants, poissons et fleurs, en se promenant dans sa grotte et sur ses ponts.
- Les Aventures du Nautilus : attraction sur le thème du Capitaine Nemo et de ses marins qui luttent à bord du Nautilus contre un calamar géant. Les visiteurs la découvrent sur des embarcations aquatiques.

## Fondation Mundo Marino
À partir de 1993 des programmes éducatifs commencent à être créés pour répondre aux objectifs des divers niveaux d'enseignement. Ces programmes éducatifs sont le résultat d'un travail coordonné d'équipes interdisciplinaires de professionnels de la recherche, de l'éducation et de la communication.
La fondation assure aussi la réhabilitation de la faune sauvage et participe à des projets de conservation, d'éducation et de recherche.